# 贾科维察
贾科维察（羅馬化：Đakovica），是科索沃賈科維察區贾科维察市镇的城市，为同名市镇及同名区的行政中心。2011年时城市人口数量为40,827人，在所有科索沃城市中排名第七。而整个市镇的人口数量为94,556人。
地理上该市位于科索沃的西南部，位于佩奇和普里兹伦两市之间，距离亚得里亚海约100公里。